# نوري يموت
الجنرال محمد نوري يموت باشا (بالتركية: Nuri Yamut)‏ (1890 - 5 يونيو 1961)، جنرالًا تركيًا من أصول لبنانية بيروتية، وأصبح القائد العشرين للقوات المسلحة التركية في 5 يونيو 1950. كما كان ضابط المدفعية الوظيفي.

## حياته
ولد في عام 1890، وعمل بالقوات المسلحة التركية. في عام 1943 تم تعيينه في قيادة الفيلق الثاني في جاليبولي، وقام ببناء نصب تذكاري للجنود الذين ماتوا بها. 
شغل الجنرال نوري يموت باشا منصب رئيس الأركان العامة بين 1950-1954 لمدة أربع سنوات. وهو أول قائد عام لقيادة القوات البرية التركية منذ الانتقال من الجيش العثماني إلى الجيش النظامي الحديث. تقاعد ودخل البرلمان من حزب العدالة وأصبح نائبا في مدينة إسطنبول. بعد 27 مايو تم الاعتداء على قائد الجيش التركي آنذاك روشو اردلهون من قبل الضباط الشبان الانقلابيين الذي كان بطل حرب الاستقلال، وألقي القبض أيضا على علي فوات سيبسي وحضران يازجي المحارب في الحرب الكورية والقائد السابق محمد نوري يموت وسجنوا.

## وفاته
تعرض «يموت» للضرب والتعذيب على يد الضباط الانقلابيين، وكان مريضا بالسرطان، فتوفي إثر التعذيب والمرض الذي لم يستطع تحملهما في يونيو عام 1961. تم تخليد ذكراه بالاحتفاظ ببعض الأشياء الخاصة به مثل البدلة العسكرية والمقتنيات العسكرية بالإضافة لبعض الجوائز الرياضية التي حصل عليها، وعرضت في المتحف الحربي في إسطنبول.